# Elettromotrici SFV gruppo 430
Le elettromotrici gruppo 430 della SFV di Roma sono state un gruppo di sei rotabili a carrelli costruiti per la ferrovia Roma-Fiuggi-Alatri-Frosinone.

## Storia
Nel 1918, con l'attivazione dell'intera linea da Roma a Frosinone, la società concessionaria si trova in una situazione economica tutt'altro che florida. I primi due anni di esercizio fino a Genazzano (dal 1916) e a Fiuggi (dal 1917) non hanno dato buoni risultati e con l'apertura dell'ultimo tronco si teme un peggioramento della situazione a causa di un forte debito contratto con la Banca Commerciale Italiana per il maggior costo di costruzione della linea, preventivato a 18.000.000 di lire e salito fin quasi a 30. Mentre il Ministero dei lavori pubblici accorda un aumento dei contributi l'andamento economico sociale peggiora essenzialmente a causa degli interessi sui debiti, puntualmente onorati, e dalla totale passività del tronco ferroviario da Fiuggi a Frosinone. Non essendo la situazione ancora disastrosa la società concessionaria negozia un atto addizionale alla concessione originaria (regio decreto 12/12/1909, n. 910) che consente alla società di acquistare nuovo materiale rotabile per il miglioramento del servizio tra Roma e Fiuggi (lungo il quale si istituisce il treno diretto estivo che ferma solo a San Cesareo e Genazzano), un minimo servizio essenziale da Roma verso Alatri e Frosinone (tratta dove si preferisce esercitare corse locali) e un primo potenziamento del servizio urbano di Roma. Prima che la situazione economica precipiti, costringendo il ministero ad istituire la gestione commissariale governativa delle Ferrovie Vicinali, la società mette in servizio sei elettromotrici e dodici rimorchiate. Il rimanente materiale (tre locomotori, dieci motrici e 24 rimorchiate) sono invece acquistate nel periodo commissariale.

## Meccanica

La vettura 432 con longheroni d'acciaio lungo la carenatura, aggiunti quale zavorra

Costruite dalla Miani e Silvestri si presentano con uno scompartimento di prima classe, un bagagliaio dotato di proprio accesso, la cabina delle apparecchiature elettriche e lo scompartimento di terza classe. Il frontale è poligonale, dotato di porta di intercomunicazione e di un finestrino per lato. Ogni vettura monta due carrelli costruiti dalla Carminati & Toselli.

## Equipaggiamento elettrico
Realizzato dalla Franco Tosi su licenza della General Electric Company. Si hanno due motori per carrello, permanentemente connessi tra loro in serie (alimentazione a 750 V); il circuito di comando è di tipo diretto, con controller centrale comandato meccanicamente dai due posti di condotta; tutto l'equipaggiamento elettrico è montato in una cabina centrale. Un dinamotore alimentato dalla linea con uscita a 800 V fornisce la corrente per il comando dell'interruttore di linea, il compressore e l'illuminazione. L'impianto di riscaldamento è alimentato dalla linea a 1500 V. La presa di corrente è a pantografo, inizialmente a doppio strisciante montato in posizione centrale, successivamente su parte dei rotabili sostituito da pantografo a strisciante unico montato sopra un carrello.

## Servizio

La vettura 436 trasformata nella 412 per il solo servizio urbano di Roma

La vettura 434 sul servizio locale Fiuggi-Alatri

Acquistate per il servizio extraurbano, normalmente in composizione a due rimorchiate Tabanelli e una 010 o 020 in coda, le unità 431 e 432 vengono inizialmente destinate ai treni merci: a tale scopo vengono zavorrate per aumentare il peso a vuoto da 30 a 34 tonnellate con aumento del rapporto di trasmissione da 1:4,47 a 1:5,93. A partire dal 1935, quando si avvia la graduale chiusura del tronco ferroviario Fiuggi-Frosinone e la quantità di materiale supera i bisogni anche eccezionali dell'esercizio, tutte le unità iniziano ad essere trasformate per il servizio urbano di Roma. Senza un piano preordinato tale trasformazione prosegue per gradi e vede anzitutto la soppressione delle cabine elettriche centrali, con i controller montati nelle cabine di guida. Le vetture 435 e 436 sono private del compartimento bagagli e delle classi nel 1938, vengono dotate dei carrelli provenienti dalle motrici 407 e 404 (diventate 457 e 458) e ricostruite con una scansione uniforme dei finestrini; così trasformate sono rinumerate 411 e 412 ed è logico supporre che si intendesse sottoporre l'intero gruppo a tale trasformazione. Negli anni successivi, invece, le restanti vetture sono sottoposte alle sole modifiche interne per la rimozione dei classi, mantenendo in alcuni casi la scansione originaria dei finestrini. Con l'arrivo delle rimorchiate gruppo 100, dotate di porte automatiche a quattro antine, tutte le vetture sono modificate con l'aggiunta di una terza condotta pneumatica per alimentare i serbatoi delle porte; la stessa sarà poi eliminata alimentando i serbatoi delle porte probabilmente dalla condotta del freno automatico Tutte le vetture prestano servizio fino al 1962. Dopo tale anno sono mantenute in ordine di marcia due unità, la 432 e la 434. La prima rimane a lungo inattiva in deposito per una trasformazione in treno bloccato con la motrice 403 quale rimorchio pilota, progetto che in seguito non viene attuato; la seconda viene destinata, assieme alla 457 al servizio locale tra Fiuggi e Alatri, sul quale circola fino al 1978. La 434 è l'unica del gruppo ancora esistente.